# Nerodia fasciata
Nerodia fasciata är en ormart som beskrevs av Carl von Linné 1766. Nerodia fasciata ingår i släktet Nerodia och familjen snokar. IUCN kategoriserar arten globalt som livskraftig.
Arten är med en genomsnittlig längd av 65 cm en liten orm. Kroppen är täckt av grova fjäll och oftast finns ett mönster av mörka och ljusa band. Bakkroppen och svansen är lite avplattade. I motsats till ormar från släktet Agkistrodon som har ett liknande mönster är huvudet smalare. Hos ormar av släktet Agkistrodon är huvudet tydlig trekantig och tydlig bredare än halsen. Nerodia fasciata har allmänt en smal bål men dräktiga honor kan vara tjocka. Hannar är vanligen mindre än honor. Vissa honor kan bli 98 cm långa och den maximala längden för hannar är 73 cm. På undersidan är ormen gulaktig med flera mörka trekantiga eller fyrkantiga fläckar. En enhetlig kroppsfärg på ovansidan hittas främst hos äldre exemplar.
Denna orm förekommer i östra USA från North Carolina och från Texas till Florida. En introducerad population lever i Kalifornien. Nerodia fasciata lever i fuktiga landskap som träskmarker, marskland, mangroveskogar och nära vattendrag. Den besöker även områden med insjöar och vattenpölar samt den översvämmade prärien.
Arten vilar i naturliga jordhålor vid strandlinjen, i den täta växtligheten eller under bråte. Nerodia fasciata jagar groddjur och fiskar. Honan föder 10 till 20 eller sällan upp till 50 ungar per tillfälle (vivipari). Ormen biter ibland när den känner sig hotad men bettet anses inte vara farlig för människor. I södra delen av utbredningsområdet är ormen hela året aktiv och i norra delen håller den vinterdvala.

## Underarter
Arten delas in i följande underarter:
- N. f. confluens
- N. f. fasciata
- N. f. pictiventris
- N. f. compressicauda
- N. f. taeniata